# Szubin (stacja kolejowa)
Szubin – nieczynna stacja kolejowa w Szubinie, w powiecie nakielskim, w województwie kujawsko-pomorskim, w Polsce. Została otwarta w dniu 1 października 1895 roku razem z linią z Bydgoszczy do Żnina. W dniu 1 października 1908 roku otwarto kolejne połączenie: ze Skoków do Kcyni. W 1990 roku linia do Żnina została zawieszona dla ruchu pasażerskiego, a następnie rozebrana w 1993 roku. Ruch pasażerski na pozostałej linii kolejowej Poznań – Bydgoszcz został zawieszony w 2004 roku. Do Szubina docierają jedynie pociągi towarowe od strony Bydgoszczy, a ruch w stronę Poznania jest niemożliwy, ze względu na zły stan torów.